# Paraguachón
Paraguachón (en wayuunaiki: Paalüwachon) es un corregimiento ubicada a 8 km al oriente de Maicao, municipio al que pertenece. Se encuentra ubicado en el Departamento de La Guajira, al norte de Colombia. Es una localidad que se encuentra al margen de la frontera con Venezuela y es donde culmina la Transversal del Caribe.

## Toponimia
Su nombre lo toma de la vulgarización del término Wayuu Parauchon, que significa "Guadua pequeña", planta abundante en las orillas del cauce que baña el sector.

## Historia
Su poblamiento se inicia en la década de los años 30 con la presencia del ejército nacional, en 1948 se instalaron personas dedicadas a la producción de ladrillos, y, a mediados de la década del 50 con la construcción de la carretera panamericana.